# Gory
Pour les articles homonymes, voir Gory.
Gory est une localité et une commune rurale malienne, située dans le pays du Diafounou, de l'arrondissement central de Yélimané dans le chef-lieu du cercle de Yélimané, dans la région de Kayes.

## Villages
La commune s'étend sur 10 localités relevées lors du recensement général de 2009. 
Les villages les plus peuplés sont :
- Gory (7 348 habitants) ;
- Biladjimi (917 habitants) ;

En 2023, la loi 2023-007 attribue à la commune 10 villages, fractions ou quartiers.
- Gory
- Gory Banda
- Tacoutallah
- Saboucire
- Sambacanou
- Dar-Salam
- Foungou
- Biladjimi
- Chiguégué
- Mongoro